# Alban Thorer
Alban Thorer (* um 1489 in Winterthur; † 23. Februar 1550), auch latinisiert Albanus T(h)orinus und italienisch Albano Torino genannt, war Mediziner, Philologe, Rektor der Universität Basel, Übersetzer und Herausgeber verschiedener antiker medizinischer Werke. Er übersetzte das Werk des zeitgenössischen Andreas Vesalius „De humani corporis fabrica“ (Über den Bau des menschlichen Körpers) ins Deutsche.

## Leben
Albanus Thorer oder, wie er in seinen späteren Jahren genannt wird, Alban zum Tor oder zum Thor, wurde 1489 in Winterthur geboren. Er studierte in Basel, wo sein Name zum ersten Male in der großen Matrikel unter den Inscribirten des Sommersemesters 1516 als „Albanus Thorer ex Winterthur Constanc. dyoc.“ erscheint. Im Jahr 1520 wurde er Baccalaureus, 1522 Magister der freien Künste. 1524 wurde er Dozent für Latein und Rhetorik. Im Sommer 1527 war er Schüler des Paracelsus.
1529 entschied sich Thorer für die Reformation und blieb mit den Dozenten Johannes Oekolampad, Bonifacius Amerbach und Oswald Bär an der Universität in Basel. Der Universitätsbetrieb wurde dann 1529 bis 1532 aufgrund der Ereignisse der Reformation und fehlender Geldmittel vermutlich eingestellt.
Dann verließ er Basel und setzte in Frankreich die schon früher begonnenen Studien der Medizin in Montpellier fort. Er erwarb 1529 in dieser Wissenschaft die Doktorwürde. Ein Mitstudent war Nostradamus. 1529 entdeckte Thorer auf der Insel Maguelone bei Montpellier eine Apicius-Handschrift, die er 1541 in Basel veröffentlichte. Der Bischof von Montpellier war genau ab diesem Jahr Guillaume Pellicier II., der ebenfalls an Manuskripten interessiert war. Der Bischofssitz wurde dann 1535 von Maguelonne nach Montpellier verlegt.
Eine Zeit lang wirkte er anschließend wieder in Basel als Rektor an der Schule bei St. Peter, bis er 1532 bei der Wiederherstellung der dortigen Universität die dortige Professur für Latein und Rhetorik übernahm. Das Rektorat wurde bei der Wiedereröffnung der Universität 1532 von Oswald Bär übernommen. Die beiden Theologieprofessuren wurden von Myconius und Phrygio, die Juraprofessur von Amerbach, die Medizinprofessur von Bär, die drei Philosophieprofessuren von Sebastian Münster für Hebräisch, Simon Grynaeus für Griechisch und Alban Thorer für Latein, das Fach Mathematik von dem Theologen Wolfgang Wissenburg und die Dialektik von dem Leiter des Kollegiums Sulzer besetzt. Vorläufig fehlten noch die Referenten für die Naturwissenschaften und die Moralwissenschaften.
1532 besuchte er Erasmus von Rotterdam in Freiburg. 1533 reiste er nach Würzburg zum Fürstbischof Konrad II. von Thüngen mit der Hoffnung Hofarzt zu werden, die sich nicht erfüllte. Im Jahr 1535 war er Leibarzt des Markgrafen Ernst von Baden-Durlach. Dann kehrte er 1536 wegen einer Berufung des Rats nach Basel zurück und trat als Professor in die medizinische Fakultät ein. Im Jahr 1540 wird er als Professor für Physik aufgeführt, doch hat er diese Stelle, wie es scheint, nur kurze Zeit, vielleicht nur aushilfsweise, innegehabt. Zwei Jahre später verwaltete er das Rektorat (1542/43). Ab Februar 1541 hörte Conrad Gessner seine Vorlesungen.
Seine akademische Tätigkeit nahm ein jähes Ende, als er 1545 ohne Urlaub zu einer ärztlichen Konsultation nach Mömpelgard zum Herzog Christoph von Württemberg geritten war. Der Basler Rat setzte ihn ab, obwohl er seine plötzliche Abreise mit der Eile, die nötig gewesen sei, entschuldigte. Sein Gesuch um Wiederanstellung wurde abgewiesen. Thorer lebte dann nur noch kurze Zeit. Er starb in Basel am 23. Februar 1550, nicht, wie in der großen Matrikel zum Jahre 1542 von Pantaleon nachträglich vermerkt worden ist, 1549, nachdem er am 19. Dezember 1549 mittelst seines im „Fertigungsbuch“ verzeichneten Testaments seine Ehefrau Anna Rößlerin zur Erbin seines Nachlasses eingesetzt hatte.

## Leistungen
Die Verbindung von philologischen und medizinischen Studien, wie sie bei Thorer hervortritt, war im 16., wie auch noch im 17. Jahrhundert, gar nicht selten. Die Studenten mussten, bevor sie sich mit ihren eigentlichen Fakultätsstudien, der Theologie, der Rechtswissenschaft oder der Heilkunde befassen konnten, vorerst als Mitglieder der so genannten Artistenfakultät propädeutische Vorlesungen über lateinische Sprache und Antike hören, denn ohne Lateinkenntnisse hätten sie den ausnahmslos lateinisch gehaltenen Vorträge der theologischen, juristischen und medizinischen Professoren überhaupt nicht folgen können. Infolge seiner humanistischen Gelehrsamkeit vermochte Thorer seinen Berufsgenossen die Schriften griechischer Ärzte in lateinischen Übersetzungen und die Werke römischer Heilkundiger in zweckmäßigen Ausgaben darzubieten.
Das Verdienst, das er sich hierdurch erworben hat, wird noch dadurch übertroffen, dass er von dem epochemachenden Werke des größten Anatomen seiner Zeit, der „Fabrica humani corporis“ des Andreas Vesalius, eine deutsche Übersetzung besorgte, die 1551 zu Nürnberg im Druck erschienen ist. Ohne Zweifel haben auch zwischen ihm und dem Verfasser der Fabrica nähere persönliche Beziehungen bestanden; bekannt wenigstens ist, dass der damals 28-jährige Vesalius sich 1542, gerade als Thorer Rektor war, in Basel immatrikulieren ließ und dort den Druck seines Werkes – dasselbe erschien 1543 bei Oporin in Basel – überwachte. Als selbständige medizinische Schrift wird von Thorer nur eine einzige Abhandlung erwähnt: „Wie man sich von der grausamen erschrecklichen Pestilens enthalten mög.“ Basel 1539.
Edward Brandt bewertet die Arbeit von Thorer am Apicius-Kochbuch kritisch. Thorer habe das Werk in ein „Humanistenlatein“ verändert und deshalb müsse seine Ausgabe als eine Merkwürdigkeit der Geschichte der Philologie angesehen werden.
Chr. Th. Schuch schreibt hierzu: „Der Mediziner [Alban Thorer] erzählt in der Vorrede, er habe in einem Winkel der medicinischen Schule zu Montpellier einen halb verrissenen und kaum lesbaren Codex des Apicius gefunden, sich aber erst an eine Ausgabe zu machen getraut, nachdem ihm ein Freund die Venediger vom J. 1503 zugeschickt und die Studenten ihm keine Ruhe gelassen, obschon beide Exemplare (...) äusserst fehlerhaft und keinem Christenkinde möglich, aus diesem Labyrinthe zu kommen. (...) Entweder hat der Herausgeber uns oft eigene Erfindungen gegeben oder, was wir zu seiner Ehre glauben wollen, die Handschrift nicht immer lesen können und aus Unkunde Varianten geschaffen.“ S. 213 f.